# Initiative populaire croate de 2019 contre la réforme des retraites
Une initiative populaire visant à l'organisation d'un référendum abrogatif a lieu en 2019 en Croatie. L'initiative vise à permettre à la population de se prononcer sur l'abrogation d'une réforme gouvernementale relevant à 67 ans l'age de la retraite. Portée par les syndicats opposés à la réforme, elle parvient à recueillir en quinze jours les signatures d'un peu plus de 20 % de la population inscrite sur les listes électorales, entrainant sa mise à référendum.
Devant le succès certain de l'abrogation, le gouvernement décide d'abroger lui même la réforme, rendant la mise à référendum inutile.

## Contexte

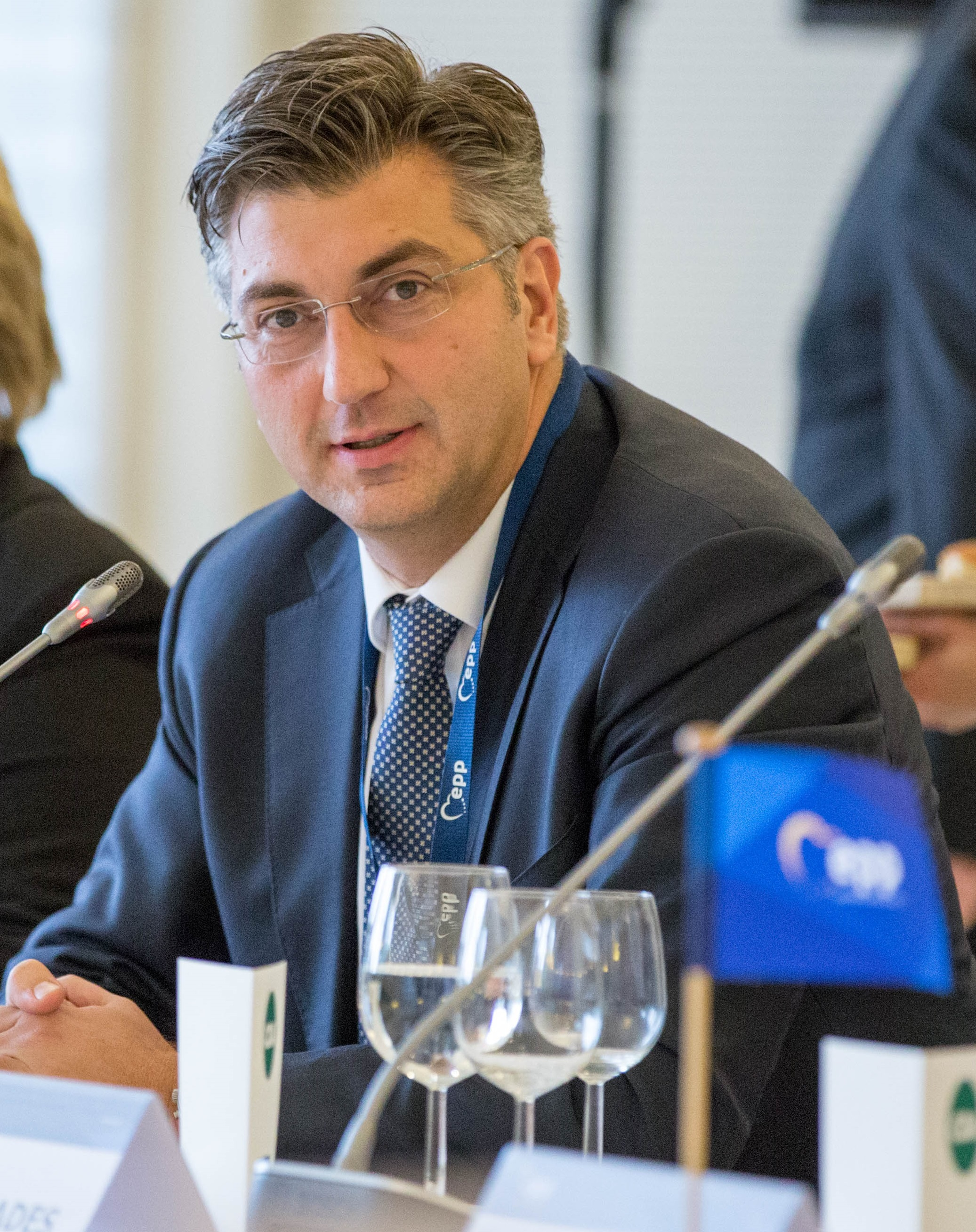
Andrej Plenković.

L'initiative porte sur la révocation de la réforme mise en œuvre par le gouvernement du Premier ministre conservateur Andrej Plenković. Celle-ci réhausse l'âge de la retraite de 65 à 67 ans pour tous les Croates dont le départ à la retraite aura lieu à partir de 2033. En cas de départ à 65 ans, la retraite n'est pas à taux plein. Pour le gouvernement, cette réforme est une mesure nécessaire pour rendre viable le système des retraites, en raison du vieillissement de la population. Le projet est également soutenu par la Commission européenne, qui propose non seulement de rehausser l'age de départ, mais également de mettre en place des pénalités pour les citoyens prenant une retraite anticipée, ainsi que de revoir à la baisse le système des pensions.
Cette réforme fait l'objet de longues négociations au cours des années précédentes entre le gouvernement et les syndicats. Ces derniers s'y opposent, jugeant qu'elle « n'est pas raisonnable » et est la conséquence d'un « élitisme politique ». Le niveau de vie et l'espérance de vie des croates étant en dessous de la moyenne européenne, ils opposent ainsi aux statistiques de l'espérance de vie celle de la durée de vie en bonne santé. Les négociations finissent après plusieurs mois à aboutir à une impasse. Le gouvernement fait voter son projet de loi, qui prend effet le 1er janvier 2019.

## Référendum d'initiative populaire

### Collecte des signatures

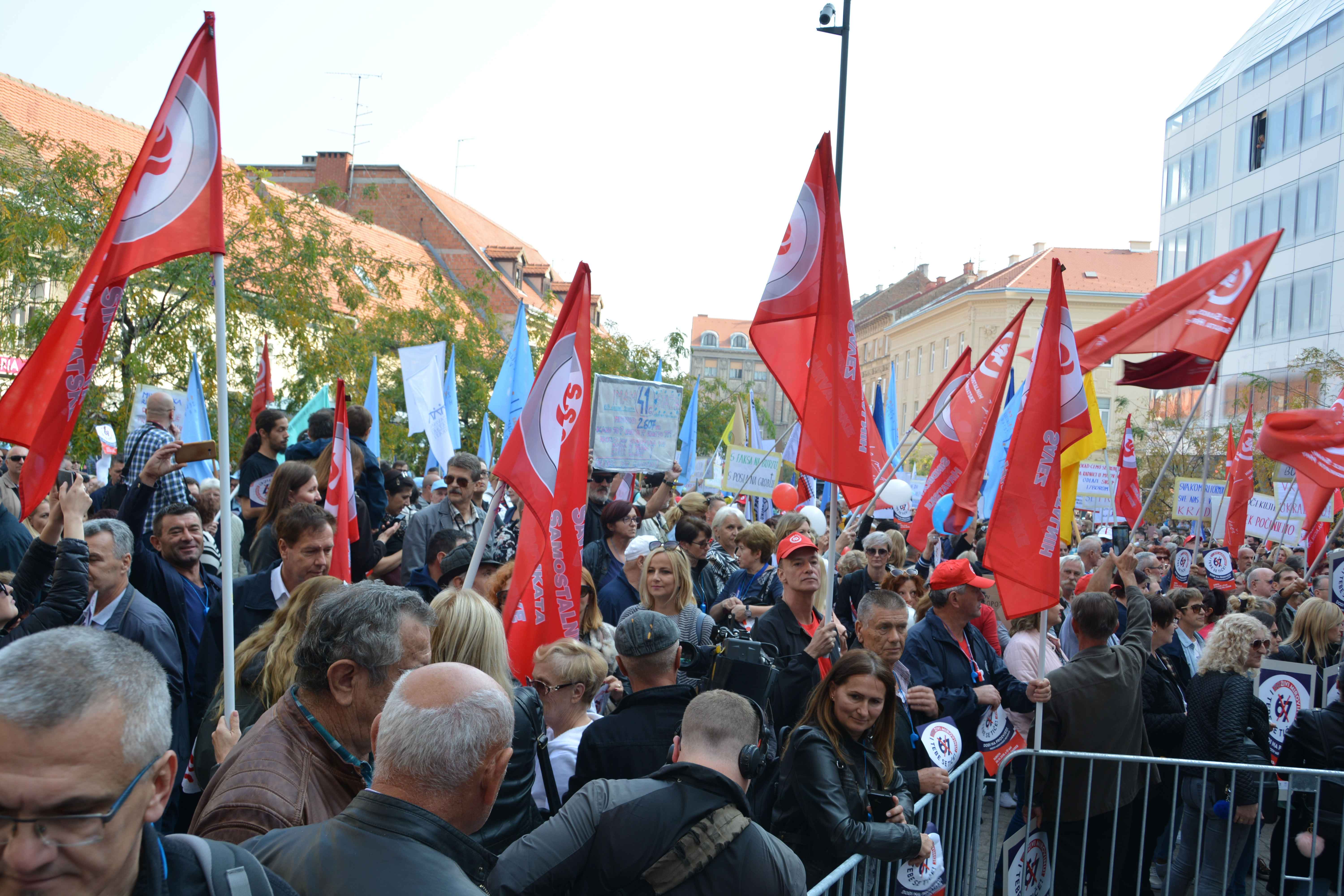
Manifestation contre la réforme des retraites à Zagreb

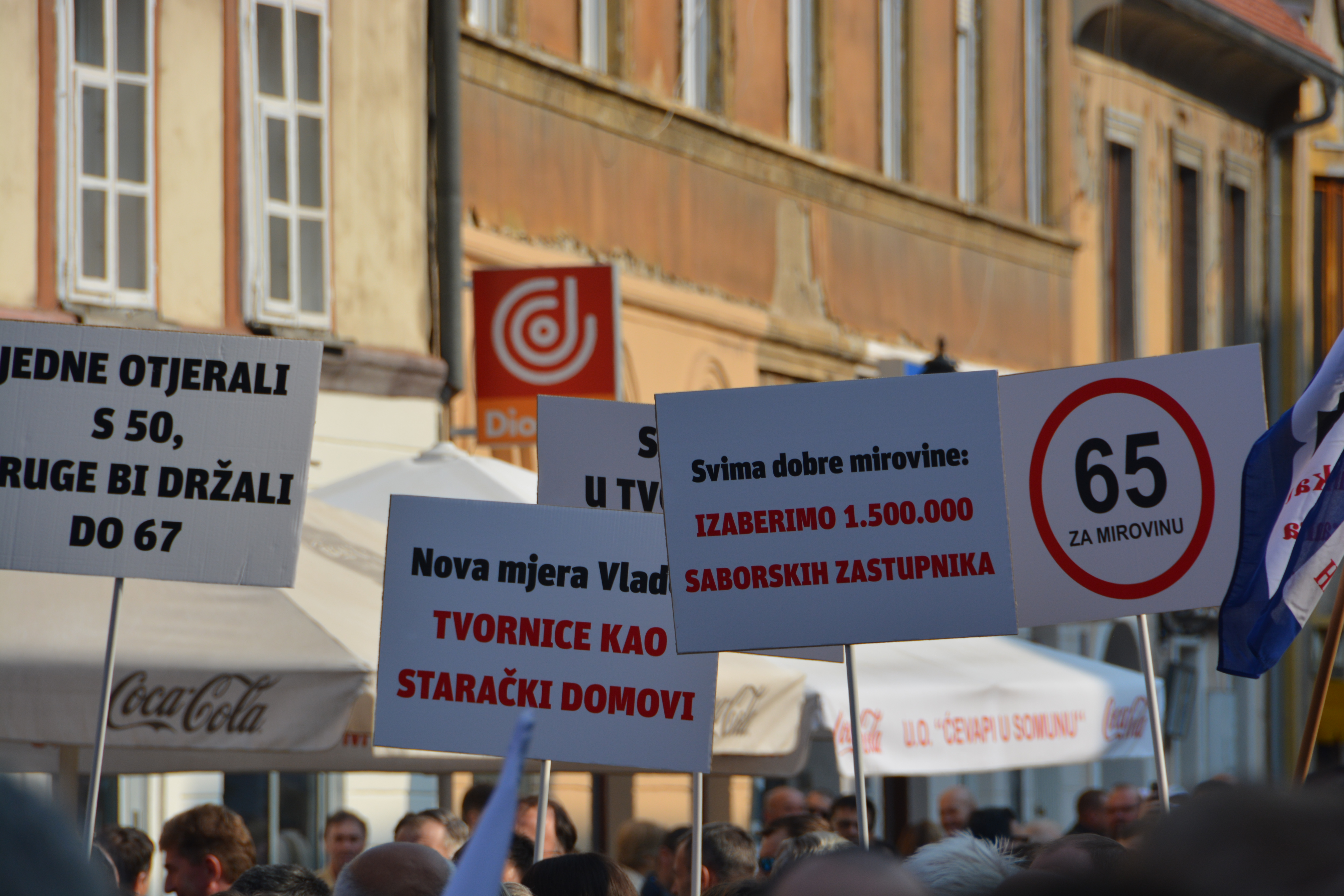
Panneaux de manifestants contre la réforme des retraites

En réaction, les syndicats Matica, NHS et SSSH décident de recourir à un référendum d'initiative populaire afin d'abroger la nouvelle loi en lançant ensemble une campagne de collecte de signatures, intitulée « 67 c'est trop » (67 je previše),, menée par la syndicaliste Mirela Bojic.
Ce type de référendum est en effet possible en Croatie, dont la constitution organise le cadre légal de cette forme de démocratie directe. Depuis la réforme constitutionnelle du 6 juillet 2010, l'article 87 de la constitution de 1990 permet à la population de déclencher des référendums afin de voter une loi, d'en abroger une existante, ou de modifier la constitution. L'inclusion de ces outils de démocratie directe est due à la demande du Parti croate du Droit, dont les voix étaient nécessaires au gouvernement pour atteindre la majorité des deux tiers requise au parlement pour voter sa réforme constitutionnelle, qui fait alors passer le pays d'un régime semi-présidentiel à un régime parlementaire.
Les signatures d'au moins 10 % de l'ensemble des électeurs inscrits sur les listes électorales doivent pour cela être réunies dans un délai de quinze jours. En 2019, plus de trois millions sept cent mille électeurs étaient inscrits sur les listes électorales, le seuil de signatures équivalant alors à 373 568 électeurs. En pratique, le nombre de signatures à collecter est cependant plus élevé pour pallier le nombre variable de signatures invalides ou en double. Le parlement débat de la proposition, et l'adapte en droit si elle n'est pas déjà formulée en projet de loi, mais ne peut s'opposer à la tenue du scrutin. Un contrôle de constitutionnalité est cependant effectué par la Cour constitutionnelle si le parlement ou le gouvernement en fait la demande.
La collecte des signatures s'étale du 27 avril au 11 mai, pour une durée de quinze jours. Les organisateurs de « 67 c'est trop » procèdent directement à la collecte en mettant en place chaque jour des stands sur les marchés de la plupart des villes du pays. La récente loi sur le financement des activités politiques impose que le budget alloué à la campagne ne dépasse pas les 8 millions de kunas, la monnaie croate valant environ 0,15 euro. Le comité de collecte reçoit 1,3 million de kunas en dons, chacun d'entre eux étant public et légalement limité à un maximum de 200 000 kunas. La campagne n'en dépense cependant que 867 000, dont 199 500 en publicités, le reste allant à l'organisation de la collecte sur le terrain. Les syndicats maintiennent la mobilisation jusqu'au bout de la procédure en annonçant ne pas avoir encore atteint le seuil requis. Le 6 mai, après dix jours de collecte, le collectif s'inquiète ainsi publiquement du nombre insuffisant de signatures, qu'il annonce être alors de 247 835, soit environ deux tiers de l'objectif. Le président du syndicat Matica, Vilim Ribić, affirme au cours d'une conférence de presse que ses partenaires et lui même s'inquiètent d'un échec de la collecte. Au onzième jour, le nombre de signature collectée est annoncé à 306 744, ce que Ribić juge prometteur, mais toujours insuffisant, exhortant la population à se rendre d'elle même aux lieux de collecte. Il critique également le gouvernement pour sa couverture quasi inexistante et biaisée de la collecte par les médias publics, ainsi que les maires des grandes villes tenues par les partis de la coalition au pouvoir, qu'il accuse de mettre des bâtons dans les roues des pétitionnaires en empêchant la mise en place de stands devant les lieux publics.
À la clôture des deux semaines de collecte, cependant, les organisateurs créent la surprise en déposant près du double du nombre de signatures requises. Le total est ainsi de 748 624 signatures collectées, soit 20,04 % du total des inscrits, bien au-delà des seuils de 373 568 et 10 % exigés par la constitution,. Le 13 juin 2019, les syndicats remettent symboliquement au président du parlement 65 boites contenant les signatures recueillies,.

### Réactions et validation
Le gouvernement réagit en réinvitant les syndicats à s'asseoir la table des négociations, espérant éviter la mise au vote ou du moins le limiter à un rejet partiel de la loi. Les syndicats rejettent la réouverture des négociations, affirmant que le gouvernement n'accordait aucun intérêt au compromis avant la procédure référendaire. La coordinatrice du projet, Mirela Bojic affirme ainsi que ses partenaires étaient disposés à négocier à l'époque, mais que personne n'avait répondu à leurs appels, le gouvernement ne les invitant que « pour assister à des présentations PowerPoint sur ce qu'ils comptaient faire adopter comme loi », avant d'ajouter que désormais « Les citoyens ont signé pour organiser un référendum, et non pour négocier »,. Le président du parlement Gordan Jandroković affirme lors d'une conférence de presse que « c'est la population qui a le dernier mot, mais il peut arriver qu'une bonne mesure adoptée par le gouvernement puisse être contestée par les citoyens. ».
Les signatures sont soumises au Ministère de l'administration publique pour une vérification de leurs validité, qui consiste en Croatie en l'analyse d'un échantillon aléatoire de deux trentième du total, soit ici 49 962 signatures. Ces dernières sont vérifiées une par une par l'administration, au cours d'une procédure qui dure ainsi plusieurs mois. Finalement, le 29 août 2019, le ministère annonce par le biais du secrétaire d'état Darko Nekić que l'analyse a permis d'estimer par extrapolation à 708 713 le nombre de signatures valides. La mise à référendum est par conséquent validée. L'initiative ayant directement été soumise sous la forme d'un projet de loi, le parlement n'est pas chargé de sa rédaction. Une demande de contrôle de constitutionnalité de sa part est cependant jugée probable, de même qu'un avis positif de la cour,.
Le référendum, dont le résultat est contraignant, n'est pas soumis à des conditions de validité telle qu'une majorité qualifiée ou un quorum de participation. La majorité absolue suffit,,,. Avant la réforme constitutionnelle de 2010, les référendums croates requéraient une participation minimale de 50 % pour être valides, une condition alors jugée trop contraignante par la classe politique pour permettre de valider le référendum sur l'adhésion à l'Union européenne, d'où sa suppression. La majorité absolue utilisée après cette réforme est cependant calculée sur la base du total des votes valides, blancs et nuls, et non des seuls votes valides,,.

## Recul du gouvernement
Les syndicats réitèrent à la mi-septembre leurs appels à la convocation du référendum, le parlement n'ayant pas encore fixé de date, et menacent d'appeler à des manifestations massives en cas de non-respect de la procédure référendaire. Le président de l'Union des syndicats autonomes de Croatie, Mladen Novosel, avertit notamment les députés qu'« ils sont entrés au parlement par la volonté du peuple, et que s'ils ne la respectent pas, il sera de notre devoir d'inviter les citoyens à dire dans la rue ce qu'ils pensent d'un tel parlement. »,.
Devant la menace d'un référendum au résultat en faveur de l'abrogation jugé certain, le Premier Ministre Andrej Plenkovic finit par annoncer le 19 septembre le retrait de la réforme. Le parlement vote ainsi en octobre plusieurs amendements de la loi sur les retraites en accord avec l'ensemble des points soulevés par le texte de l'initiative populaire, ce qui rend la consultation populaire inutile,.